# Циммерн-унтер-дер-Бург
Циммерн-унтер-дер-Бург (нем. Zimmern unter der Burg) — община в Германии, в земле Баден-Вюртемберг. 
Подчиняется административному округу Тюбинген. Входит в состав района Цоллернальб.  Население составляет 476 человек (на 31 декабря 2010 года). Занимает площадь 5,05 км².